# Powrót Północnego Wiatru
Powrót Północnego Wiatru (hiszp. El regreso del Viento del Norte) – hiszpański film animowany z 1994 roku w reżyserii Maite Ruiz de Austri. Kontynuacja filmu Legenda Północnego Wiatru.

## Wersja polska
Wersja wydana na kasetach VHS z polskim lektorem i hiszpańskim dubbingiem.
- Dystrybucja na terenie Polski: Cass Film[1]
- Czytał: Lucjan Szołajski

## Nagrody
- 1995: Goya – najlepszy film animowany[2]